# Lün
Lün (tiếng Mông Cổ: Лүн) là một sum của tỉnh Töv ở Mông Cổ. Vào năm 2007, dân số của sum là 2.515 người.

## Địa lý
Sum có diện tích khoảng 2.600 km2. Trung tâm sum, Lün, nằm cách tỉnh lỵ Zuunmod 140 km và thủ đô Ulaanbaatar 135 km.

### Khí hậu
Lün có khí hậu cận Bắc Cực. Nhiệt độ trung bình hàng năm trong khu vực là 3 °C. Tháng ấm nhất là tháng 7, khi nhiệt độ trung bình là 25 °C và lạnh nhất là tháng 1, với −26 °C. Lượng mưa trung bình hàng năm là 346 mm. Tháng ẩm ướt nhất là tháng 7, với lượng mưa trung bình là 85 mm, và khô nhất là tháng 2, với 3 mm.

## Kinh tế
Sum có một trường học, bệnh viện, trung tâm thương mại và nhà văn hóa.

## Người nổi tiếng
- Danzandarjaagiin Sereeter - đô vật[6]
- Daramyn Tömör-Ochir - chính trị gia[7]